# Sankhwāli
Sankhwāli är en ort i Indien.   Den ligger i distriktet Jalore och delstaten Rajasthan, i den nordvästra delen av landet, 600 km sydväst om huvudstaden New Delhi. Sankhwāli ligger 190 meter över havet och antalet invånare är 3 059.
Terrängen runt Sankhwāli är platt, och sluttar västerut. Runt Sankhwāli är det ganska tätbefolkat, med 111 invånare per kvadratkilometer. Närmaste större samhälle är Ahor, 14,8 km sydväst om Sankhwāli. Trakten runt Sankhwāli består till största delen av jordbruksmark.